# Chronoxenus
Chronoxenus es un género de hormigas perteneciente a la familia Formicidae. Se distribuyen por el sur y sudeste de Asia.

## Especies
Se reconocen las siguientes:
- Chronoxenus butteli (Forel, 1913)
- Chronoxenus dalyi (Forel, 1895)
- Chronoxenus myops (Forel, 1895)
- Chronoxenus rossi (Donisthorpe, 1950)
- Chronoxenus walshi (Forel, 1895)
- Chronoxenus wroughtonii (Forel, 1895)